# Nati nel 1942/Marzo
| Questa pagina contiene informazioni ricavate automaticamente dalle voci biografiche con l'ausilio del template Bio e di un bot. L'aggiornamento è periodico e automatico e ricostruisce completamente la pagina. Se manca una persona in questa lista, sei pregato di non aggiungerla, ma accertati piuttosto che la sua voce biografica contenga il template Bio e che i dati anagrafici siano correttamente compilati. Se il template Bio manca, inseriscilo tu stesso o, in alternativa, metti l'avviso {{tmp\|Bio}} che ne segnala la mancanza. Se i dati riportati sono sbagliati, correggi direttamente la voce biografica; le modifiche saranno visibili in questa lista entro pochi giorni. Per chiarimenti vedi il progetto biografie. La lista contiene solo le 248 persone che sono citate nell'enciclopedia e per le quali è stato implementato correttamente il template Bio. Pagina aggiornata al 18 ago 2025. |

- 1º marzo - Abdeljabbar Belgnaoui, cestista marocchino († 2016)
- 1º marzo - Piero Alberto Capotosti, giurista italiano († 2014)
- 1º marzo - Paolo Ferrario, allenatore di calcio e ex calciatore italiano
- 1º marzo - Louis Gerstner, dirigente d'azienda statunitense
- 1º marzo - Michael Giles, batterista britannico
- 1º marzo - Josephine Hart, scrittrice, produttrice teatrale e personaggio televisivo irlandese († 2011)
- 1º marzo - Bernhard Heitz, vescovo vetero-cattolico tedesco
- 1º marzo - Jörg Jarnut, storico tedesco († 2023)
- 1º marzo - Kathleen Jordon Gregory, attrice statunitense († 1988)
- 1º marzo - Miguel Ángel López, calciatore e allenatore di calcio argentino († 2025)
- 1º marzo - Richard Myers, generale statunitense
- 1º marzo - Renato Nicolini, architetto, politico e drammaturgo italiano († 2012)
- 1º marzo - José Nieto, compositore spagnolo
- 1º marzo - Giuseppe Schiavon, ex canottiere italiano
- 1º marzo - Roberto Tamagnini, ex tiratore a segno sammarinese
- 1º marzo - Biagio Tempesta, politico italiano
- 2 marzo - Franco Baribbi, imprenditore e dirigente sportivo italiano († 2018)
- 2 marzo - Jon Finch, attore britannico († 2012)
- 2 marzo - Peter Guber, produttore cinematografico statunitense
- 2 marzo - John Irving, scrittore e sceneggiatore statunitense
- 2 marzo - Adrian Metcalfe, velocista britannico († 2021)
- 2 marzo - Luc Plamondon, paroliere e compositore canadese
- 2 marzo - Lou Reed, cantautore, chitarrista e poeta statunitense († 2013)
- 3 marzo - Cristina Amadei, cantante italiana († 1989)
- 3 marzo - Uladzimir Kavalënak, cosmonauta sovietico
- 3 marzo - Esteban Maroto, fumettista e illustratore spagnolo
- 3 marzo - Hugo Nindl, ex sciatore alpino austriaco
- 3 marzo - Antonio Rosino, scacchista, dirigente sportivo e saggista italiano
- 3 marzo - Bruno Vilar, poeta e attore italiano († 1978)
- 4 marzo - Juan Daniel Cardellino, arbitro di calcio uruguaiano († 2007)
- 4 marzo - Claudio Dematté, economista e dirigente d'azienda italiano († 2004)
- 4 marzo - Charles C. Krulak, generale e dirigente sportivo statunitense
- 4 marzo - Juan Carlos Oleniak, allenatore di calcio e ex calciatore argentino
- 4 marzo - Nicola Sanese, politico italiano
- 4 marzo - Riccardo Sogliano, ex calciatore e dirigente sportivo italiano
- 4 marzo - Fragkiskos Sourpīs, ex calciatore greco
- 4 marzo - Bob Wootton, chitarrista statunitense († 2017)
- 5 marzo - Enrico Cairoli, ex calciatore italiano
- 5 marzo - Felipe González, politico e avvocato spagnolo
- 5 marzo - Béla Gyarmati, ex schermidore ungherese
- 5 marzo - Adrien Houngbédji, politico e avvocato beninese
- 5 marzo - Mike Resnick, scrittore di fantascienza statunitense († 2020)
- 5 marzo - Glenn Saxson, attore olandese
- 6 marzo - Michele Carlotto, ex rugbista a 15, avvocato e dirigente sportivo italiano
- 6 marzo - Svetlana Gannuškina, matematica e attivista russa
- 6 marzo - Ben Murphy, attore statunitense
- 6 marzo - John Oxford, virologo britannico
- 6 marzo - Lynda Petty, attrice e doppiatrice statunitense († 2014)
- 6 marzo - Flora Purim, cantante brasiliana
- 6 marzo - Jerry Rhome, ex giocatore di football americano statunitense
- 6 marzo - Mauro Rostagno, sociologo, giornalista e attivista italiano († 1988)
- 7 marzo - Pete Beathard, ex giocatore di football americano statunitense
- 7 marzo - Hamilton Bohannon, batterista, compositore e produttore discografico statunitense († 2020)
- 7 marzo - Michael Eisner, dirigente d'azienda, imprenditore e dirigente sportivo statunitense
- 7 marzo - Ivar Eriksen, ex pattinatore di velocità su ghiaccio norvegese
- 7 marzo - John McDowell, filosofo sudafricano
- 7 marzo - Robert Mensah, calciatore ghanese († 1971)
- 7 marzo - Tammy Faye Messner, personaggio televisivo e cantante statunitense († 2007)
- 7 marzo - Luciano Odorisio, regista e sceneggiatore italiano
- 7 marzo - Paul Preuss, scrittore statunitense
- 7 marzo - Christopher Seaman, direttore d'orchestra britannico
- 8 marzo - Belio, pittore e grafico italiano († 2020)
- 8 marzo - Isao Hosoe, ingegnere e designer giapponese († 2015)
- 8 marzo - Ann Packer, ex mezzofondista e velocista britannica
- 8 marzo - Manolo Valdés, pittore spagnolo
- 9 marzo - Jim Beach, manager, produttore televisivo e produttore discografico britannico
- 9 marzo - John Cale, compositore, polistrumentista e produttore discografico gallese
- 9 marzo - Ion Caramitru, attore, regista teatrale e politico rumeno († 2021)
- 9 marzo - Robert M. Carter, geologo e paleontologo britannico († 2016)
- 9 marzo - Ștefan Haukler, schermidore rumeno († 2006)
- 9 marzo - Roberto Vezzani, ex sollevatore italiano
- 10 marzo - Umberto Balsamo, compositore e cantautore italiano
- 10 marzo - Giuliano Preparata, fisico italiano († 2000)
- 11 marzo - Marcus Borg, biblista e scrittore statunitense († 2015)
- 11 marzo - Joe Brainard, poeta, scrittore e pittore statunitense († 1994)
- 11 marzo - Peter Eyre, attore statunitense
- 11 marzo - Paul Leduc, regista, sceneggiatore e produttore cinematografico messicano († 2020)
- 11 marzo - Carla Rocchi, antropologa e politica italiana
- 11 marzo - Margo Walters, sciatrice alpina e dirigente sportiva statunitense († 2024)
- 11 marzo - Willi Weber, imprenditore tedesco
- 12 marzo - Gary DeLong, ex calciatore statunitense
- 12 marzo - José Luiz Del Roio, politico italiano
- 12 marzo - John McNicol, pilota automobilistico sudafricano († 2001)
- 12 marzo - Ratko Mladić, generale e criminale di guerra jugoslavo
- 12 marzo - Ángel Serrano, ex cestista e allenatore di pallacanestro spagnolo
- 12 marzo - Jacqueline Verots, cestista francese († 2005)
- 13 marzo - Timothy Barnes, storico britannico
- 13 marzo - Olav Håkon Blengsli, ex calciatore norvegese
- 13 marzo - Dave Cutler, informatico statunitense
- 13 marzo - André Hermsen, ex pallanuotista olandese
- 13 marzo - Scatman John, cantautore, pianista e rapper statunitense († 1999)
- 13 marzo - Gary Larsen, ex giocatore di football americano statunitense
- 14 marzo - Mario Da Vinci, cantante e attore italiano († 2015)
- 14 marzo - Bruno Di Masci, politico italiano
- 14 marzo - Eleuterio Fernández Huidobro, politico, giornalista e scrittore uruguaiano († 2016)
- 14 marzo - Peter Galton, paleontologo britannico
- 14 marzo - Jung Byung-tak, allenatore di calcio, calciatore e dirigente sportivo sudcoreano († 2016)
- 14 marzo - Serge Lutens, stilista, fotografo e profumiere francese
- 14 marzo - Francesco Mandarini, politico, dirigente d'azienda e giornalista italiano († 2022)
- 14 marzo - Arild Mathisen, ex calciatore norvegese
- 14 marzo - Osvaldo Mura, ex calciatore argentino
- 14 marzo - Domenicantonio Spina Diana, politico italiano
- 14 marzo - Edward Tufte, statistico e scultore statunitense
- 14 marzo - Waldemar Tura, compositore di scacchi polacco
- 14 marzo - Rita Tushingham, attrice britannica
- 14 marzo - Kay Yow, allenatrice di pallacanestro statunitense († 2009)
- 15 marzo - Montserrat Figueras, soprano spagnola († 2011)
- 15 marzo - The Iron Sheik, wrestler e lottatore iraniano († 2023)
- 15 marzo - Giovanni Meloni, politico italiano
- 15 marzo - Pinuccio Sciola, scultore italiano († 2016)
- 15 marzo - Giuseppe Vendittelli, tenore italiano
- 16 marzo - Wietze Couperus, ex calciatore olandese
- 16 marzo - Chris Frith, psicologo britannico
- 16 marzo - Josip Gucmirtl, calciatore jugoslavo († 2009)
- 16 marzo - MacArthur Lane, giocatore di football americano statunitense († 2019)
- 16 marzo - Art Linson, produttore cinematografico e regista statunitense
- 16 marzo - Paolo Marrassini, orientalista italiano († 2013)
- 16 marzo - Robert Phillipson, scrittore britannico
- 16 marzo - James Soong, politico taiwanese
- 16 marzo - Gijs van Lennep, pilota automobilistico olandese
- 16 marzo - Magalì Vettorazzo, multiplista, ostacolista e lunghista italiana († 2018)
- 16 marzo - Dev Virahsawmy, scrittore, traduttore e politico mauriziano († 2023)
- 16 marzo - Jerry Jeff Walker, cantautore e chitarrista statunitense († 2020)
- 17 marzo - Bill Blair, ex cestista e allenatore di pallacanestro statunitense
- 17 marzo - Massimo Bonfantini, filosofo e semiologo italiano († 2018)
- 17 marzo - John Wayne Gacy, serial killer statunitense († 1994)
- 17 marzo - Frans Geurtsen, calciatore olandese († 2015)
- 17 marzo - Horst Löffler, ex nuotatore tedesco
- 17 marzo - Willie Somerset, ex cestista statunitense
- 17 marzo - Monika Wulf-Mathies, sindacalista e politica tedesca
- 17 marzo - Mario Zurlini, allenatore di calcio e calciatore italiano († 2023)
- 18 marzo - Ion Drîmbă, schermidore rumeno († 2006)
- 18 marzo - Jeff Mullins, ex cestista e allenatore di pallacanestro statunitense
- 18 marzo - Doris Pack, politica tedesca
- 18 marzo - Romalı Perihan, soprano e attrice turca († 2016)
- 18 marzo - Albert Van Vlierberghe, ciclista su strada e pistard belga († 1991)
- 18 marzo - Ermanno Vichi, politico e insegnante italiano († 2024)
- 18 marzo - Vincenzo Visco, economista e politico italiano
- 19 marzo - Giuseppe Brizi, calciatore e allenatore di calcio italiano († 2022)
- 19 marzo - Salvatore Cancemi, mafioso e collaboratore di giustizia italiano († 2011)
- 19 marzo - Ran Goren, generale israeliano
- 19 marzo - Joseph Everard Harris, arcivescovo cattolico trinidadiano
- 19 marzo - Rinus Israël, calciatore e allenatore di calcio olandese († 2025)
- 19 marzo - Jimmy Mariano, ex cestista e allenatore di pallacanestro filippino
- 19 marzo - Luigi Meduri, politico italiano
- 19 marzo - David Minge, politico e giudice statunitense
- 19 marzo - Bruno Romano, giurista e filosofo italiano
- 19 marzo - José Serra, politico e economista brasiliano
- 20 marzo - Wyn Davies, calciatore gallese († 2025)
- 20 marzo - Leif Eriksson, ex calciatore svedese
- 20 marzo - Giulio Ferrarini, politico italiano († 2014)
- 20 marzo - Sandro Massimini, regista teatrale, attore e coreografo italiano († 1996)
- 20 marzo - Walter Maurer, artista tedesco
- 21 marzo - 'Ali 'Abd Allah Saleh, politico e militare yemenita († 2017)
- 21 marzo - Bill Barrier, sciatore alpino statunitense († 2022)
- 21 marzo - Paraná, ex calciatore brasiliano
- 21 marzo - Françoise Dorléac, attrice francese († 1967)
- 21 marzo - Fradique de Menezes, politico saotomense
- 21 marzo - Kōstas Politīs, cestista e allenatore di pallacanestro greco († 2018)
- 21 marzo - Arthur Ribeiro, ex schermidore brasiliano
- 21 marzo - Paolo Serraino, mafioso italiano († 2011)
- 22 marzo - Alberto Conte, matematico italiano
- 22 marzo - Felice De Nicolò, sciatore alpino italiano († 2023)
- 22 marzo - Alain Gottvallès, nuotatore francese († 2008)
- 22 marzo - Bernd Herzsprung, attore tedesco
- 22 marzo - Mihai Ivăncescu, calciatore rumeno († 2004)
- 22 marzo - Feodora Orel, cestista sovietica († 2017)
- 22 marzo - Dick Pound, avvocato, dirigente sportivo e ex nuotatore canadese
- 23 marzo - Ama Ata Aidoo, poetessa, drammaturga e politica ghanese († 2023)
- 23 marzo - Pasquale Cavicchia, calciatore italiano († 2014)
- 23 marzo - Klaus Glahn, ex judoka tedesco
- 23 marzo - Michael Haneke, regista, sceneggiatore e critico cinematografico austriaco
- 23 marzo - Stefano Innocenti, organista e clavicembalista italiano
- 23 marzo - Jimmy Miller, produttore discografico e tastierista statunitense († 1994)
- 23 marzo - Fabio Reinhart, architetto svizzero
- 23 marzo - Walter Rodney, storico e politico guyanese († 1980)
- 23 marzo - Bruno Salvadori, giornalista e politico italiano († 1980)
- 23 marzo - Jalal Talebi, allenatore di calcio e ex calciatore iraniano
- 24 marzo - Jiří Ammer, ex cestista e allenatore di pallacanestro cecoslovacco
- 24 marzo - Giorgio Baiocchi, scacchista italiano
- 24 marzo - Giuseppe Demitry, politico italiano
- 24 marzo - Jaroslava Jehličková, ex mezzofondista cecoslovacca
- 24 marzo - Luis Köster, cestista uruguaiano († 2021)
- 24 marzo - Roberto Lavagna, politico e economista argentino
- 24 marzo - Art Robinson, biochimico e politico statunitense
- 24 marzo - John Sulston, biologo britannico († 2018)
- 24 marzo - Ján Zlocha, calciatore cecoslovacco († 2013)
- 25 marzo - Ana Blandiana, poetessa romena
- 25 marzo - Aretha Franklin, cantautrice e pianista statunitense († 2018)
- 25 marzo - Germano, calciatore brasiliano († 1997)
- 25 marzo - Brian MacReady, calciatore inglese († 2017)
- 25 marzo - Teresa Migliasso, politica italiana
- 25 marzo - Richard O'Brien, attore, sceneggiatore e compositore britannico
- 26 marzo - Ronald Bass, scrittore, sceneggiatore e produttore cinematografico statunitense
- 26 marzo - Erica Jong, scrittrice, saggista e poetessa statunitense
- 26 marzo - Vlatko Kovačević, scacchista croato
- 26 marzo - François Léotard, politico francese († 2023)
- 26 marzo - Fathallah Oualalou, politico marocchino
- 26 marzo - Jakob Tischhauser, ex sciatore alpino svizzero
- 27 marzo - Firouz Abdul Mohammadian, pallanuotista iraniano
- 27 marzo - John Adshead, allenatore di calcio e ex calciatore inglese
- 27 marzo - Lorenzo Ciocci, politico italiano († 2004)
- 27 marzo - Paul Courtin, ex calciatore francese
- 27 marzo - Art Evans, attore statunitense († 2024)
- 27 marzo - János Farkas, calciatore ungherese († 1989)
- 27 marzo - Michael Jackson, scrittore inglese († 2007)
- 27 marzo - Birger Larsen, calciatore danese († 2024)
- 27 marzo - Francesco Perina, politico italiano
- 27 marzo - Layla Rigazzi, ex modella italiana
- 27 marzo - Michael York, attore inglese
- 28 marzo - Bernard Darniche, ex pilota di rally francese
- 28 marzo - Daniel Dennett, filosofo e logico statunitense († 2024)
- 28 marzo - Neil Kinnock, politico britannico
- 28 marzo - Giovanni Merenda, pittore e scrittore italiano († 2018)
- 28 marzo - Luciano Monari, vescovo cattolico italiano
- 28 marzo - Mike Newell, regista e produttore cinematografico britannico
- 28 marzo - Samuel Ramey, basso statunitense
- 28 marzo - Hans Conrad Schumann, militare tedesco († 1998)
- 28 marzo - Jerry Sloan, cestista e allenatore di pallacanestro statunitense († 2020)
- 28 marzo - Giordano Turrini, ex pistard italiano
- 28 marzo - Pål Tyldum, ex fondista norvegese
- 29 marzo - Barry Barnes, allenatore di pallacanestro e ex cestista australiano
- 29 marzo - Margaret Gilbert, filosofa britannica
- 29 marzo - Jorge Enrique Jiménez Carvajal, cardinale e arcivescovo cattolico colombiano
- 29 marzo - Gentry Lee, ingegnere e scrittore statunitense
- 29 marzo - Bob Lurtsema, ex giocatore di football americano statunitense
- 29 marzo - Ken'ichi Ogata, attore e doppiatore giapponese
- 29 marzo - Beatriz Sarlo, giornalista, scrittrice e saggista argentina († 2024)
- 29 marzo - Scott Wilson, attore statunitense († 2018)
- 30 marzo - Darko Bratina, politico e sociologo italiano († 1997)
- 30 marzo - Alva Colquhuon, ex nuotatrice australiana
- 30 marzo - Alessandro D'Ortenzi, criminale italiano († 2022)
- 30 marzo - Rubén Magdalena, calciatore argentino († 2002)
- 30 marzo - Giuseppe Marcenaro, scrittore e saggista italiano († 2024)
- 30 marzo - Christopher McGowan, paleontologo britannico
- 30 marzo - Jan Olsson, ex calciatore svedese
- 30 marzo - Cor Schuuring, ex pistard olandese
- 30 marzo - Shin Yung-kyoo, calciatore nordcoreano († 1996)
- 30 marzo - Alessandro Tessari, ex politico italiano
- 30 marzo - Kenneth Welsh, attore canadese († 2022)
- 31 marzo - Dan Graham, artista e scrittore statunitense († 2022)
- 31 marzo - Ivan Vasilev Ivanov, calciatore bulgaro († 2006)
- 31 marzo - David Lee, ex cestista statunitense
- 31 marzo - Albano Negro, ciclista su strada italiano († 1988)
- 31 marzo - Yoshitake Suzuki, sceneggiatore giapponese
- 31 marzo - Giulio Verocai, ex hockeista su ghiaccio italiano
- 31 marzo - Michael Savage, conduttore radiofonico, scrittore e attivista statunitense
- 31 marzo - Jürgen Werner, calciatore tedesco orientale († 2014)